# The Falcon and the Winter Soldier
The Falcon and the Winter Soldier is een Amerikaanse superheldenserie gebaseerd op de Marvel Comics-personages Falcon en Winter Soldier geproduceerd door Marvel Studios en gedistribueerd door Walt Disney Motion Pictures. Dit is de tweede televisieserie van het Marvel Cinematic Universe voor de streamingdienst Disney+. De serie is een vervolg op de film Avengers: Endgame. De cast bestaat uit Anthony Mackie, Sebastian Stan, Daniel Brühl, Emily VanCamp, Wyatt Russell en Erin Kellyman.
De serie stond gepland in de herfst van 2020 uit te komen, maar vanwege de coronapandemie was de serie niet volledig opgenomen, waardoor de serie tot onbepaalde tijd werd uitgesteld. De overige opnames werden in de loop van de herfst 2020 opgenomen in Tsjechië. In december 2020 werd bekendgemaakt dat de eerste aflevering van de serie vanaf 19 maart 2021 te zien zou zijn op de streamingdienst Disney+. Tegelijkertijd met deze bekendmaking werd de eerste trailer uitgebracht.

## Verhaal
Na de gebeurtenissen van de film Avengers: Endgame gaan de superhelden Sam Wilson / Falcon en Bucky Barnes / Winter Soldier samenwerken in een avontuur dat hun krachten en geduld test.

## Rolverdeling
| Acteur of actrice      | Personage                                  | Notitie | Seizoen     | Seizoen |
| Acteur of actrice      | Personage                                  | Notitie | 1           |         |
| ---------------------- | ------------------------------------------ | --- | ----------- | ------- |
| Anthony Mackie         | Sam Wilson / Falcon / Captain America      | Voormalig ex-vlieger van de United States Armed Forces die na de dood van zijn Wingman de krijgsmacht verliet waardoor hij voorzitter werd van een veteranengroep. Tijdens het hardlopen ontmoeten Sam Steve Rogers, wie hij later helpt tijdens een vlucht voor HYDRA. Toen bleek dat Sam zijn vleugels goed kon besturen werd hij benoemd tot Avenger en vocht hij onder andere tegen Crossbones en Thanos. Nadat Steve Rogers door tijdreizen een heel leven heeft gehad met Peggy Carter, geeft hij zijn schild aan Sam Wilson. Zelf vond Sam dat hij het schild niet verdiende en gaf het aan het Captain America museum. Het schild werd echter door de overheid doorgegeven aan John Walker. Na gevechten met John Walker en de Flag Smashers kreeg Sam van Ayo uit Wakanda een nieuw pak en vleugels en ondanks zijn bedenkingen, als zwarte man in Amerika, staat hij sindsdien bekend als de nieuwe Captain America. | Hoofdrol    |         |
| Sebastian Stan         | Bucky Barnes / Winter Soldier / White Wolf | Steve Roger's beste vriend die door HYDRA werd gehersenspoeld tot de Winter Soldier met hulp van het supersoldatenserum. Met hulp van Wakanda heeft Bucky het voor elkaar gekregen de Winter Soldier achter zich te laten. Hierna stond hij bekend als de White Wolf. Bucky Barnes ging hierbij alle mensen die hij ooit heeft aangepakt als de Winter Soldier achterna om excuses te maken. Nu de nieuwe supersoldaten The Flag Smasher zijn verschenen moet hij deze samen met collega Sam Wilson uitschakelen. | Hoofdrol    |         |
| Wyatt Russell          | John Walker / U.S. Agent                   | Door de overheid hooggewaardeerde oud-soldaat uit het Amerikaanse leger. Walker wordt door de overheid benoemd tot de opvolger van Steve Rogers als de nieuwe Captain America. Walker wordt uiteindelijk ontslagen als Captain America vanwege zijn moord gepleegd op Nico. Walker wordt uiteindelijk gerekruteerd door Valentina Allegra de Fontaine als U.S. Agent. | Hoofdrol    |         |
| Erin Kellyman          | Karli Morgenthau / Flag Smasher            | Vrijheidsstrijder en leider van de terroristische groep The Flag Smashers met het supersoldatensoldatenserum in hun. Morgenthau overlijdt aan het einde door een schot van Sharon Carter in haar rug. | Hoofdrol    |         |
| Daniel Brühl           | Baron Helmut Zemo                          | Een schurk die de Avengers uit elkaar heeft kunnen drijven door de koning van Wakanda te vermoorden en Winter Soldier hier de schuld voor te geven. Na een gevecht tussen Captain America en Iron Man werd Zemo opgesloten in Berlijn door de CIA. In 2024 bevrijdde Bucky Barnes Zemo om meer informatie te kunnen krijgen over oude HYDRA experimenten. Aan het einde van serie wordt Zemo opgesloten in de superschurkengevangenis The Raft. | Hoofdrol    |         |
| Emily VanCamp          | Sharon Carter / Power Broker               | Voormalig S.H.I.E.L.D.- en CIA-agent die na schenden van het Sokovia akkoord is gevlucht naar de fictieve stad Madripoor. Hier heeft ze haar status op kunnen bouwen tot een machtige misdaadbaas met als naam de Power Broker. | Hoofdrol    |         |
| Desmond Chiam          | Dovich                                     | Lid van de terroristische groep The Flag Smashers. Overlijdt door een ontploffing uitgevoerd door Zemo. | Terugkerend |         |
| Dani Deeté             | Gigi                                       | Lid van de terroristische groep The Flag Smashers. Overlijdt door een ontploffing uitgevoerd door Zemo. | Terugkerend |         |
| Indya Bussey           | DeeDee                                     | Lid van de terroristische groep The Flag Smashers. Overlijdt door een ontploffing uitgevoerd door Zemo. | Terugkerend |         |
| Renes Rovera           | Lennox                                     | Lid van de terroristische groep The Flag Smashers. Overlijdt door een ontploffing uitgevoerd door Zemo. | Terugkerend |         |
| Tyler Dean Flores      | Diego                                      | Lid van de terroristische groep The Flag Smashers. Overlijdt door een ontploffing uitgevoerd door Zemo. | Terugkerend |         |
| Danny Ramirez          | Joaquín Torres                             | Eerste luitenant van de United States Armed Forces en vriend van Sam Wilson. | Terugkerend |         |
| Adepero Oduye          | Sarah Wilson                               | De zus van Sam Wilson. Woonachtig in Delacroix, Louisiana. | Terugkerend |         |
| Noah Mills             | Nico                                       | Lid van de terroristische groep The Flag Smashers. Oud-fan van Captain America maar wordt uiteindelijk vermoord door John Walker. | Terugkerend |         |
| Clé Bennett            | Lemar Hoskins / Battlestar                 | John Walker's rechterhand en beste vriend. Hoskins wordt vermoord door Karli Morgenthau door hem tegen een pilaar aan te slaan. | Terugkerend |         |
| Florence Kasumba       | Ayo                                        | De royale wachter uit Wakanda. Ze verscheen al eerder in de films Captain America: Civil War, Black Panther en Avengers: Infinity War | Terugkerend |         |
| Carl Lumbly            | Isaiah Bradley                             | Een Afro-Amerikaanse supersoldaat en veteraan. In de Comics staat Isaiah Bradley bekend als de held Black Cap. | Terugkerend |         |
| Georges St-Pierre      | Georges Batroc                             | Huurling die een overheidspersoon heeft ontvoerd in opdracht van de Power Broker, Sharon Carter. Hij gaat hierna een samenwerking aan met de Flag Smasher zodat hij Sam Wilson kan vermoorden. Uiteindelijk wordt Batroc doodgeschoten door de Power Brooker, Sharon Carter. | Terugkerend |         |
| Amy Aquino             | Dokter Christina Raynor                    | Bucky's therapeut en voormalig lid van de United States Armed Forces. | Terugkerend |         |
| Elijah Richardson      | Elijah Bradley                             | Kleinzoon van Isaiah Bradley. In de Comics staat Elijah Bradley bekend als de held Patriot. | Terugkerend |         |
| Gabrielle Byndloss     | Olivia Walker                              | De zus van John Walker. | Terugkerend |         |
| Chase River McGhee     | Cass Wilson                                | Het neefje van Sam Wilson. | Terugkerend |         |
| Aaron Haynes           | A.J. Wilson                                | Het neefje van Sam Wilson. | Terugkerend |         |
| Alphie Hyorth          | Overheidsvertegenwoordiger                 | Een overheidsvertegenwoordiger die onder andere oordeelt over US Agent en Sharon Carter. | Terugkerend |         |
| Julia Louis-Dreyfus    | Valentina Allegra de Fontaine              | Een barones die eigenaar is van een organisatie die geïnteresseerd is in John Walker's vaardigheden. | Terugkerend |         |
| Ken Takemoto           | Yori Nakajima                              | Buurman van Bucky Barnes en de vader van een van de slachtoffers van The Winter Soldier | Terugkerend |         |
| Miki Ishikawa          | Leah                                       | Serveerster van het restaurant Izzy die op date gaat met Bucky Barnes | Terugkerend |         |
| Veronica Falcón        | Mama Donya Madani                          | Een vrouw die de Flag Smashers steunde. | Terugkerend |         |
| Janeshia Adams-Ginyard | Nomble                                     | Een wachter uit Wakanda | Terugkerend |         |
| Zola Williams          | Yama                                       | Een wachter uit Wakanda | Terugkerend |         |
| Nicholas Pryor         | Oeznik                                     | De butler van Helmut Zemo. | Terugkerend |         |
| Neal Kodinsky          | Rudy                                       | Lid van de terroristische groep The Flag Smashers. | Terugkerend |         |
| Don Cheadle            | James Rhodes                               | Kolonel van de United States Armed Forces en beste vriend van Iron Man. Rhodes beschikt over het Iron Man pak War Machine waarin hij onder andere tegen Ultron en Thanos vocht. Rhodes ondersteunt Sam Wilson in zijn keuze om het schild weg te geven aan het Captain America museum. | Bijrol      |         |
| Olli Haaskivi          | Wilfred Nagel                              | Een wetenschapper die het supersoldatenserum heeft weten na te maken in opdracht voor de Power Broker. | Gastrol     |         |
| Imelda Corcoran        | Selby                                      | Een populaire misdaadbaas in de fictieve stad Madripoor. | Gastrol     |         |
| Ness Bautista          | Matias                                     | Lid van de terroristische groep The Flag Smashers. | Gastrol     |         |
| Salem Murphy           | Lacont                                     | Een vertegenwoordiger uit India. | Gastrol     |         |
| Jane Rumbaua           | Ayla Perez                                 | Een vertegenwoordiger uit de Filipijnen. | Gastrol     |         |
| Sara Haines            | Haarzelf                                   | Een Amerikaanse televisie presentatrice en journalist. | Gastrol     |         |

## Afleveringen
| Nr. | Titel                         | Regisseur     | Schrijvers                                        | Releasedatum Disney+ |
| --- | ----------------------------- | ------------- | ------------------------------------------------- | -------------------- |
| 1   | "New World Order"             | Kari Skogland | Malcolm Spellman, Gene Colan, Jack Kirby          | 19 maart 2021        |
| 2   | "The Star-Spangled Man"       | Kari Skogland | Michael Kastelein, Malcolm Spellman, Gene Colan   | 26 maart 2021        |
| 3   | "Power Broker"                | Kari Skogland | Derek Kolstad, Malcolm Spellman, Gene Colan       | 2 april 2021         |
| 4   | "The Whole World Is Watching" | Kari Skogland | Derek Kolstad, Malcolm Spellman, Gene Colan       | 9 april 2021         |
| 5   | "Truth"                       | Kari Skogland | Delan Musson, Malcolm Spellman, Michael Kastelein | 16 april 2021        |
| 6   | "One World, One People"       | Kari Skogland | Josef Sawyer, Malcolm Spellman, Michael Kastelein | 23 april 2021        |

## Trivia
- Deze serie was in eerste instantie bedoeld als de eerste Marvel-serie op Disney+, maar door filmvertragingen en overige COVID-19-gerelateerde vertragingen werd de plek van eerste serie ingenomen door WandaVision.
- Deze serie zou ook een pandemie plot-line hebben maar vanwege de COVID-19-pandemie die gaande was werd dit geschrapt en moesten er wijzigingen worden aangebracht in het script.